# 在日ギニア人
在日ギニア人（ざいにちギニアじん）は、日本に一定期間在住するギニア国籍の人々である。

## 統計
日本の法務省の在留外国人統計によると、2023年12月末時点で在日ギニア人は560人である。
在留資格別（5位まで）
| 順位 | 在留資格         | 人数 |
| ---- | ---------------- | ---- |
| 1    | 永住者           | 198  |
| 2    | 特定活動         | 123  |
| 3    | 日本人の配偶者等 | 62   |
| 4    | 永住者の配偶者等 | 56   |
| 5    | 家族滞在         | 37   |

都道府県別（3位まで）
| 順位 | 都道府県 | 人数 |
| ---- | -------- | ---- |
| 1    | 東京     | 237  |
| 2    | 埼玉     | 96   |
| 3    | 神奈川   | 45   |

## 著名人
- オスマン・サンコン